# Signe Lind
Signe Lind, född 24 september 1977 i Lund, är en svensk operasångare (sopran).
Lind är utbildad vid Guildhall School of Music and Drama i London, Musikhögskolan i Malmö och Opera Akademiet i Köpenhamn, där hon utexaminerades 2006.[källa behövs]
Efter en kort karriär som mezzosopran debuterade Lind som sopran vid Malmö Opera i rollen som Minnie i Puccinis opera La fanciulla del West 2007. Under säsongen 2008/2009 var Lind anställd vid Malmö Opera och medverkade i bland annat Larssons Prinsessan av Cypern, Verdis La Traviata och Offenbachs Pariserliv.
Lind har även medverkat i uppsättningar av till exempel Mozarts Così fan tutte, Forsells Stadsmusikanterna, Strauss Läderlappen och Verdis Macbeth på scener både i Sverige och Danmark.